# Муратов Федір Миколайович
Федір Миколайович Муратов (29 серпня 1904, місто Воронеж, тепер Російська Федерація — 8 січня 1955, місто Москва) — радянський партійний діяч, 1-й секретар Астраханського обкому ВКП(б), міністр рибної промисловості РРФСР. Депутат Верховної Ради СРСР 2—3-го скликань.

## Біографія
Трудову діяльність розпочав у сімнадцятирічному віці учнем слюсаря, потім до 1926 року працював слюсарем на паровозоремонтному заводі імені Дзержинського в місті Воронежі. У 1924 році вступив до комсомолу.
Член ВКП(б) з 1926 року.
У 1926-1928 роках служив у Червоній армії: авіамоторист, молодший технік окремого авіаційного тренувального загону.
У 1928—1931 роках — секретар обласної ради з фізичної культури Центрально-Чорноземної області.
У 1931—1933 роках — завідувач організаційно-інструкторського відділу районного комітету ВКП(б) в Центрально-Чорноземній області РРФСР, заступник завідувача організаційно-інструкторського відділу Воронезького міського комітету ВКП(б).
У 1933—1937 роках — заступник начальника політичного відділу Митрофановської машинно-тракторної станції (МТС), начальник політичного відділу Нижнєдєвицької машинно-тракторної станції (МТС), секретар Нижнєдєвицького районного комітету ВКП(б) Воронезької області, секретар Трубетчинського районного комітету ВКП(б) Воронезької області.
У серпні — жовтні 1937 року — в.о. 1-го секретаря Воронезького обласного комітету комсомолу (ВЛКСМ). 26 жовтня 1937 — 10 липня 1938 року — 1-й секретар Воронезького обласного комітету ВЛКСМ.
З 5 липня 1938 по січень 1939 року — завідувач промислово-транспортного відділу Воронезького обласного комітету ВКП(б).
У 1939—1941 роках — директор машинобудівного заводу імені Комінтерну у місті Воронежі. У 1941 році — секретар Воронезького обласного комітету ВКП(б).
З 7 липня 1942 по грудень 1943 (офіційно 21 січня 1944) року — 2-й секретар Куйбишевського обласного комітету ВКП(б).
У грудні 1943 — червні 1945 року — слухач Вищої школи партійних організатор при ЦК ВКП(б); відповідальний організатор Управління кадрів ЦК ВКП(б).
З червня 1945 по червень 1950 року — 1-й секретар Астраханського обласного комітету ВКП(б).
У 1950 році був слухачем Курсів перепідготовки при ЦК ВКП(б).
З 1950 року по 1 квітня 1953 року — міністр рибної промисловості Російської РФСР.
У 1953 році — заступник міністра легкої і харчової промисловості РРФСР, 1-й заступник міністра промисловості продовольчих товарів РРФСР.
У 1953—1954 роках — начальник Політичного управління рибопромислового флоту СРСР  і заступник міністра промисловості продовольчих товарів СРСР.
У квітні 1954 — січні 1955 року — 1-й заступник міністра рибної промисловості СРСР.

## Нагороди
- орден Леніна (9.12.1941)
- орден Трудового Червоного Прапора
- орден Червоної Зірки
- медаль «За доблесну працю у Великій Вітчизняній війні 1941—1945 рр.»
- медалі